# Larinia bifida
Larinia bifida là một loài nhện trong họ Araneidae.
Loài này thuộc chi Larinia. Larinia bifida được Albert Tullgren miêu tả năm 1910.